# Rhagadostomella gregaria
Rhagadostomella gregaria är en svampart som beskrevs av Etayo 2002. Rhagadostomella gregaria ingår i släktet Rhagadostomella och familjen Nitschkiaceae.   Inga underarter finns listade i Catalogue of Life.